# Германская империя (1848—1849)

Имперский викарий Иоганн Австрийский

Германская империя (нем. Deutsches Reich) — несостоявшееся государство, существовавшее кратковременный период с 1848 по 1849. Соглашение о вхождении в состав империи было заключено с мелкими германскими государствами, в то время как крупные, такие как Австрия и Пруссия, отказались признавать империю, и затем государство расформировали.

## История
Империя была образована Франкфуртским Национальным собранием весной 1848, после мартовской революции. Юридически империя перестала существовать после восстановления летом 1851 года Германского Союза, но фактически она прекратила своё существование в декабре 1849, когда Центральное немецкое правительство было заменено Федеральным центральным комитетом.
Империя стремилась к признанию как народом, так и иностранными государствами. Немецкие государства были представлены сеймом Немецкого союза 12 июля 1848 года. Однако в следующие месяцы крупные немецкие государства не всегда принимали к исполнению декреты и законы Центрального немецкого правительства и Франкфуртского национального собрания.
Некоторые иностранные государства признали Центральное правительство и прислали своих послов: США, Швеция, Нидерланды, Бельгия, Швейцария, Сардиния, Сицилия и Греция. Франция и Великобритания прислали официальных посланцев, чтобы поддерживать связь с Центральным правительством.
Первым конституционным приказом Германской империи стал «Императорский закон о введении временной Центральной власти для Германии» от 28 июня 1848. Согласно этому закону Франкфуртский парламент основал должности Имперского викария (Имперский Регент, временный монарх) и императорских министров. Вторым конституционным приказом от 28 марта 1849 стало создание конституции Паульскирхе, которую приняли 28 немецких государств, кроме самых крупных. Пруссия, вместе с другими крупными немецкими государствами, заставила распустить Франкфуртский парламент.
Некоторые достижения Германской империи сыграли важную роль в дальнейшей истории Германии: Франкфуртская конституция стала основой для других государств созданных в следующих десятилетиях, а избирательное законодательство затем было использовано в 1867 году для избрания рейхстага Северогерманского Союза. Reichsflotte (имперский флот) созданный Франкфуртским национальным собранием просуществовал до 1852 года. Имперские законодатели издали указ о переводе векселей (Allgemeine Deutsche Wechselordnungen, Общие немецкие обменные векселя), который считался действительным почти для всей Германии.

## Государственное устройство
Учредители Центрального правительства решили не создавать целостную административную структуру. Национальное Собрание полагало, что его собственный авторитет в народе был достаточным для управления государством. Позже, бессилие Центральной власти стало очевидным.
Таким образом, центральная власть подчинялась политическому состоянию в Германии, доброй воле великих держав, а также большинству в Национальном собрании. Однако, несмотря на многие трудности, правительственный аппарат, который должен был быть создан практически из ничего, оказался впечатляюще эффективным, по крайней мере, на начальном этапе. Политическая власть была продемонстрирована центральной властью в борьбе с радикальными восстаниями, частично совместно с местными властями.

### Временная центральная власть
28 июня 1848 года Национальное собрание проголосовало 450 голосами против 100 за создание так называемой Временной центральной власти. На следующий день, 29 июня, парламент избрал Имперского викария, то есть временного главу государства. При финальном подсчёте голосов эрцгерцог Иоанн Австрийский набрал 436 голосов, Генрих Гагерн получил 52 голоса, Джон Адам фон Ицштейн получил 32 голоса, а эрцгерцог Стефан, вице-король Венгрии, только 1 голос. Должность Викария была объявлена "безответственной", то есть викарий мог управлять только через своих министров, которые были ответственны перед Собранием.

### Конституция империи
Конституция была принята в одностороннем порядке Национальным собранием 28 марта 1849 года. Поскольку её признали большинство мелких германских государств, но не крупнейшие, она не могла быть эффективной. Конституция устанавливала в Германии конституционную наследную монархию, предусматривала двухпалатное Государственное Собрание (нем. Reichstag), состоящий из палаты штатов (нем. Staatenhaus) и народной палаты (нем. Volkshaus).
Династию или регента этой наследной монархии предполагалось выбирать демократическим голосованием. Для этих целей кайзеровская депутация обратилась к королю Пруссии Фридриху Вильгельму IV с предложением принять корону и стать кайзером немцев. Фридрих Вильгельм IV заявил, что является государем божиею милостью и отказался.
Последующая конституционная кампания и революционные восстания на юго-западе Германии, которые всё же вынудили немецких князей принять конституцию, были разбиты летом 1849 года военной силой. Поскольку конституция уже вступила в силу, речь идёт о вооружённом путче старой власти, несмотря на то, что общественности это ловко преподносилось как юридически законное наведение общественного порядка.

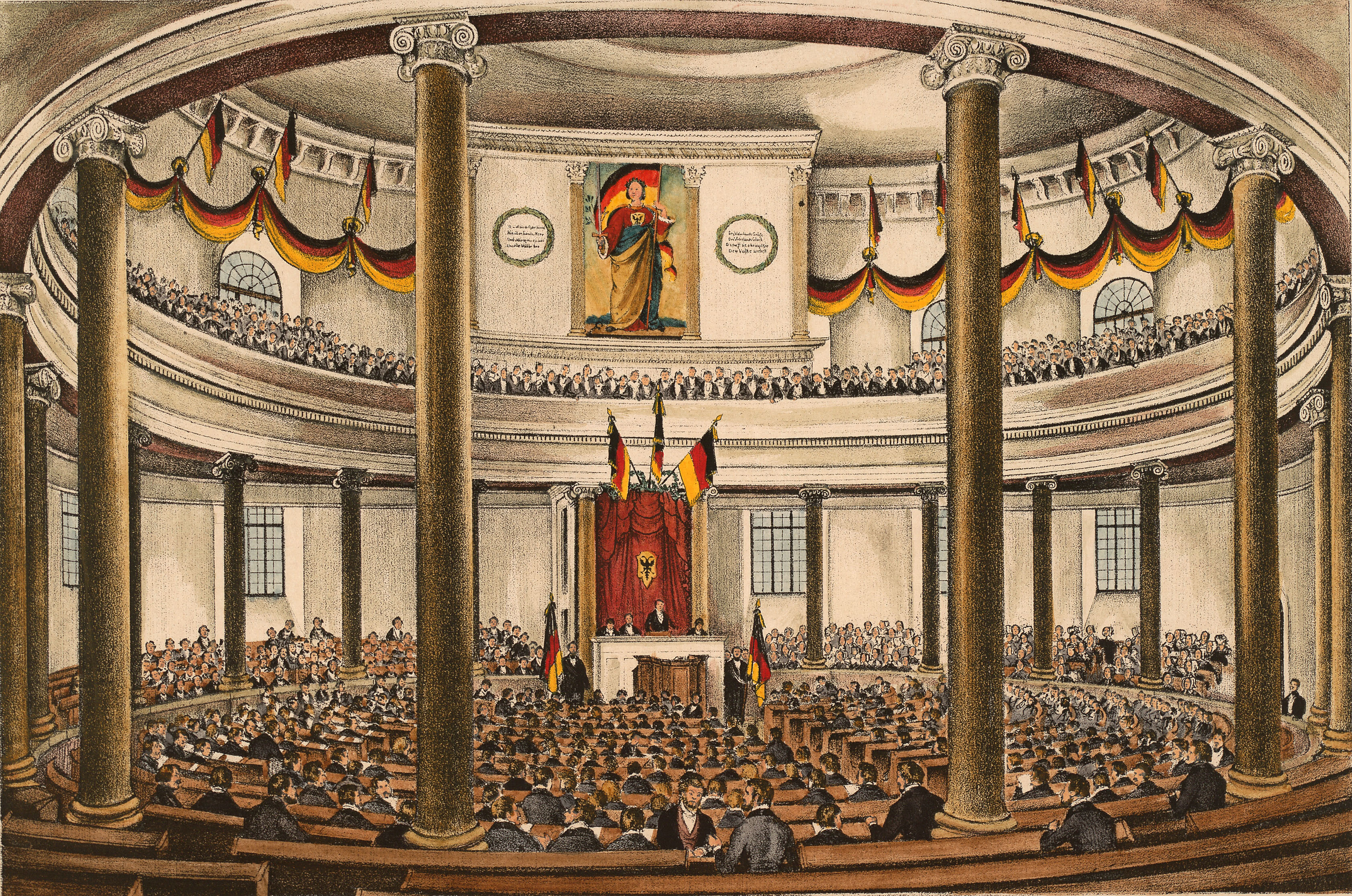
Франкфуртское национальное собрание

### Вооруженные силы
Военная мощь Империи оставалась раздробленной, то есть единой армии не было. Среди членов Национального собрания было три концепции военной структуры: левые и часть центра (особенно из южной Германии) планировали унитарную национальную армию; правый центр (особенно из северной Германии) за национальную армию, состоящую из контингентов отдельных штатов, и правые (с некоторыми группами из центральной и левой групп) хотели сохранить прежнюю раздробленность армий государств-членов, но с лучшей координацией.

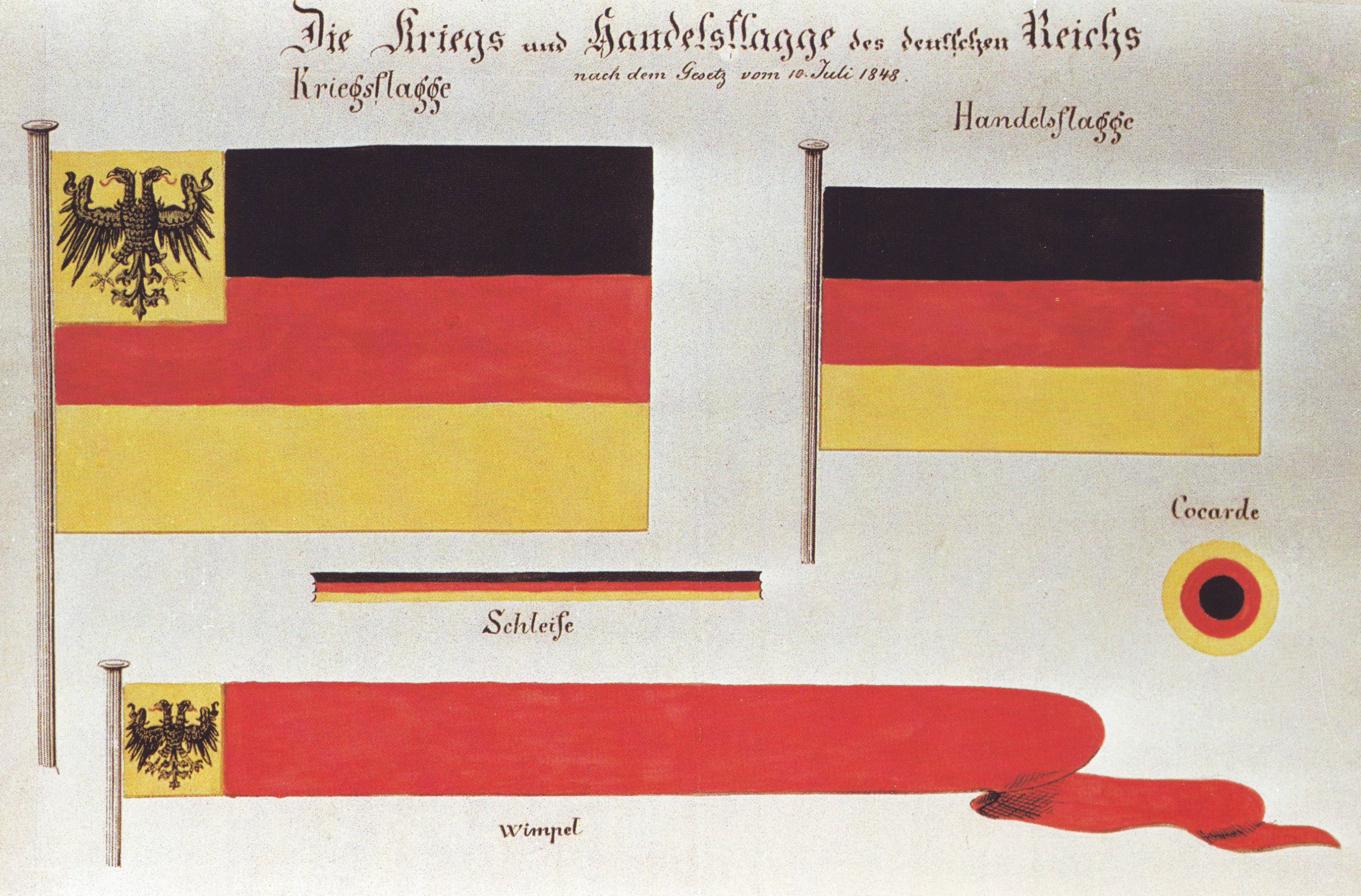
Имперские военный и торговый флаги

Позднее в Конституции Рейха было указано, что Армия Германской империи состоит из контингентов отдельных штатов. Армейская организация должна была единообразно регулироваться рейхом. Вопрос о том, кто должен командовать, решили урегулировать позже. Военная структура, таким образом, представляла собой компромисс между унитарной и федеральной. Два года спустя, летом 1851 года, Бундестаг обновленного Германского союза заявил, что присяга войск на верность Империи была революционной.